# Santacreu (Montclar)
Santacreu és una masia del municipi de Montclar (Berguedà) inclosa en l'Inventari del Patrimoni Arquitectònic de Catalunya.

## Descripció
Masia orientada a migdia coberta a dues aigües amb teula àrab i el carener paral·lel a la façana principal. Està estructurada en planta baixa i dos pisos superiors i el parament és de grans carreus de pedra sense desbastar disposats en fileres i units amb morter. Les obertures són petites, allindanades i disposades de forma arbitrària. A llevant de la masia s'alça una petita església romanica, sta. Creu de Montclar.

## Història
En el fogatge de 1553 surt ementada la masia de santacreu. El fet per l'alcalde Pere Serra, esmenta a Joan Santacreu com un dels caps de casa de les vint famílies que aleshores poblaven Montclar de Berguedà.